# Siri Kannangara
Siri Kannangara (falleció el 7 de junio de 2024) fue un médico deportivo, entrenador, especialista en medicina deportiva y reumatólogo nacido en Sri Lanka y nacionalizado australiano. Fue conocido por asistir a la comunidad de la diáspora de Sri Lanka en Australia durante más de cuatro décadas con su experiencia médica.

## Primeros años y educación
Kannangara era oriundo de una aldea en Bandaragama. Inicialmente cursó sus estudios en Bandaragama Rambukkara Vidyartha Vidyalaya.
Realizó su educación primaria y secundaria en Royal College en Colombo. Destacó en numerosos deportes, incluyendo tenis de mesa, baloncesto y field hockey, mientras estudiaba en Royal College. Ingresó a la facultad de medicina en 1964 y continuó participando en múltiples actividades deportivas, incluyendo tenis de mesa, baloncesto y field hockey, en la University of Ceylon. También asumió un papel de liderazgo durante su carrera académica al capitanear el equipo de Universidades Combinadas tanto en field hockey como en tenis de mesa durante un torneo invitacional mercantil que se celebró en India. Completó con éxito su MBBS en la University of Colombo en 1970. Inmediatamente después de calificarse como médico en 1971, recibió una lucrativa oportunidad de empleo en Nueva Zelanda en un hospital de enseñanza en Christchurch.
Conoció a un jugador del equipo de rugby All Blacks que también se desempeñaba como médico en Guy's Hospital en Londres. El jugador luego invitó a Kannangara a una oferta de trabajo para asumir el rol de registrador sénior. También recibió una beca para Nueva Zelanda, donde completó una formación médica adicional en medicina deportiva.

## Carrera
En octubre de 1977, fue nombrado médico de la World Series Cricket de Kerry Packer, que involucraba a las potencias Australia y West Indies. Durante la World Series Cricket de 1977, ofreció notablemente tratamiento médico y consultoría a destacados jugadores de críquet de la época, incluyendo a Viv Richards, Barry Richards y Clive Lloyd. También se convirtió en Fellow of the Royal Australasian College of Physicians (FRACP) y en Fellow del Australian College of Sports Physicians (FACSP). Fue nombrado Profesor Asociado Clínico de Medicina en la University of Sydney. Durante su carrera, también capacitó a varios estudiantes de medicina en formación, así como a jóvenes médicos, ofreciendo consultoría y mentoría cuando era necesario. También proporcionó notablemente servicios de consultoría y orientación relacionados con problemas médicos a deportistas de Sri Lanka antes de su participación en ciertos eventos deportivos internacionales en Australia. Proporcionó apoyo médico en varios eventos de fútbol, cricket, netball y field hockey. También fue nombrado médico designado para las delegaciones olímpicas australianas durante los Juegos Olímpicos de 1992, 1996 y 2000. También fue invitado por el International Olympic Committee a unirse al relevo de la antorcha durante la ceremonia de apertura de los Juegos Olímpicos de 2000, que se celebraron en Sídney.
Fue muy activo con los jugadores de críquet de Sri Lanka, especialmente cuando el equipo nacional masculino de críquet de Sri Lanka viajaba a Australia para jugar contra Australia en una serie bilateral internacional y compartía frecuentemente el vestuario con los miembros del equipo de críquet de Sri Lanka cuando Sri Lanka hacía giras por Australia para series internacionales. También brindó consulta médica y orientación médica a algunos de los jugadores de críquet de Sri Lanka, incluyendo al excapitán ganador de la Copa del Mundo, Arjuna Ranatunga, y a los lanzadores rápidos Chaminda Vaas y Lasith Malinga. También trató a los lankanieses que no eran atletas. También se reveló que algunos jugadores de críquet de Sri Lanka, incluidos Sanath Jayasuriya, Muttiah Muralitharan, Ravindra Pushpakumara, Nuwan Zoysa, Arjuna Ranatunga, y Chaminda Vaas, insistieron en que Siri Kannangara se sumara al personal de apoyo médico de Sri Lanka antes del inicio de la 1999 Cricket World Cup en Inglaterra, pero Kannangara rechazó la oferta debido a posibles dificultades de programación relacionadas con sus deberes en un hospital de enseñanza en Sídney. Brindó orientación médica al exjugador de críquet indio Sachin Tendulkar para ayudarlo a superar los desafíos relacionados con lesiones médicas que amenazaban su carrera durante sus 24 años de carrera internacional. Durante su mandato como director del Instituto de Medicina Deportiva del Sur de Gales, estuvo a la vanguardia en el análisis de la acción de lanzamiento de Muttiah Muralitharan como parte de un estudio de caso de la Universidad del Sur de Australia para determinar si la acción de lanzamiento de Muralitharan era genuinamente legítima o si estaba lanzando la pelota en su carrera de lanzamiento cuando entregaba la pelota en su seguimiento en el nivel internacional.

## Vida posterior
Kannangara estuvo casado y tuvo tres hijos.
Después de emigrar a Australia en 1977, vivió allí el resto de su vida y falleció en Sídney el 7 de junio de 2024.